# Rinorea ovalifolia
Rinorea ovalifolia là một loài thực vật có hoa trong họ Hoa tím. Loài này được (Britton) S.F.Blake miêu tả khoa học đầu tiên năm 1924.